# 2008 en Irlande
Chronologie de l'Irlande
- 2004
- 2005
- 2006
- 2007
- 2008
- 2009
- 2010
- 2011
- 2012

Cet article présente les faits marquants de l'année 2008 en Irlande.

## Évènements

### Avril
- Mardi 15 avril 2008 : la Chancelière allemande Angela Merkel, lors d'un discours prononcé dans la grande salle du château de Dublin, défend le traité de Lisbonne devant l'ensemble des représentants des partis politiques irlandais et a pesé de tout son poids pour convaincre les Irlandais convaincus à 28 % mais avec 60 % d'indécis, selon le dernier sondage publié par The Irish Sun. La majorité des partis irlandais, dont le Fianna Fáil et le Fine Gael, appelle à voter « oui » à l'exception de deux partis minoritaires : le Sinn Féin et le parti socialiste.

### Juin
- Jeudi 12 juin 2008 :
  - Nette victoire du « non » au référendum sur le traité de Lisbonne avec 53,4 % des suffrages. Parmi les principales motivations des partisans du « non » (nil), ils ne veulent pas se voir imposer : l'IVG et l'euthanasie, une autre fiscalité, l'OTAN et la libéralisation de l'agriculture dans le cadre des négociations de l'OMC.
    - Le ministre italien Roberto Calderoli déclare : « Toutes les fois où les peuples ont été consultés, ils ont torpillé de manière spectaculaire un modèle d'Europe qui leur parait bien éloigné d'eux. Encore une fois, les peuples ont démontré qu'ils avaient plus de sagesse que leurs gouvernents et leurs Parlements. »
    - Le président tchèque Václav Klaus estime que le traité est « fini » et qu'il « n'était plus possible de poursuivre sa ratification ».
    - Le président du groupe UMP à l'Assemblée nationale française, Jean-François Copé, s'interroge : « Combien de référendums faudra-t-il perdre pour enfin comprendre le message des citoyens. »
    - Le très européen président du Modem, François Bayrou estime que ce rejet révèle le « fossé » qui « s'est creusé entre les peuples européens et leurs institutions », les citoyens « ont l'impression que l'Europe est devenue uniquement une machine pour initiés purement économique et commerciale, et qui ne les protège pas dans les difficultés des temps ».
    - Le député Nicolas Dupont-Aignan déclare « Les dirigeants européens n'ont plus le choix, ils doivent se rendre à la raison : les peuples d'Europe rejettent une Union supranationale, bureaucratique et inefficace ».

- Vendredi 27 juin 2008 : l'enquête criminelle sur l'affaire du meurtre de Sophie Toscan du Plantier, le 24 décembre 1996, est relancé par le juge français qui ordonne l'exhumation du corps pour une nouvelle autopsie. La culpabilité de son voisin le journaliste anglais Ian Bailey n'a jamais pu être prouvée[1].

### Décembre
- Lundi 1er décembre 2008 : la compagnie d'aviation Ryanair annonce le lancement d'une offre d'achat à 748 millions d'euros sur sa compatriote Aer Lingus dont elle possède déjà 29,82 % du capital.

- Vendredi 12 décembre 2008 : le premier ministre Brian Cowen déclare qu'il est prêt à organiser un nouveau référendum sur le traité de Lisbonne dans son pays, à condition que les garanties promises par l'UE soient bien remplies.

- Dimanche 14 décembre 2008 : le gouvernement annonce un plan de recapitalisation de 10 milliards d'euros en faveur des six principales banques irlandaises.